# Hrvatska volja: glasilo Hrvata na Orijentu
Hrvatska volja: glasilo Hrvata na Orijentu je bio hrvatski emigrantski list.
Utemeljen je u Siriji. Izlazio je u Damasku, u razdoblju od 1949. do 1952.
Urednik je bio Hasan Čustović. Nakon državnog udara u Siriji 1949. poslije završetka arapsko-izraelskog rata, promijenile su se prilike za Hrvate i mnogi su otišli u druge zemlje. Preostali su osnovali Društvo Hrvata Damas. Samu jezgru društva činilo je pedesetak osoba na čelu s Hasanom Čustovićem koji je bio i glavni utemeljitelj. Društvo je pokrenulo ovaj koji je izlazio od listopada 1949. do svibnja 1952. u Damasku. Na naslovnoj stranici svakog broja pisalo je: "Svaki je svjestan i savjestan Hrvat dužan raditi za ponovnu uspostavu hrvatske države, zatomljujući sve svoje osobne, skupinske i stranačke interese.".